# Lātūfuipeka Tukuʻaho
Lātūfuipeka Tukuʻaho (nome completo in tongano Angelika Lātūfuipeka Halaevalu Mataʻaho Napua ʻOkalani; Nukuʻalofa, 17 novembre 1983) è una principessa e diplomatica tongana.

## Biografia

### Gioventù e carriera

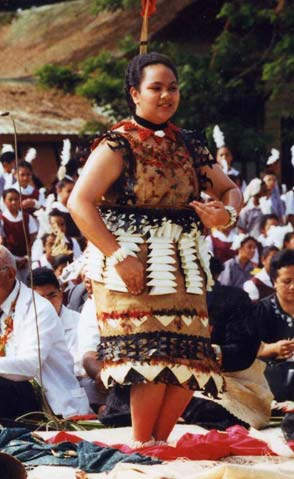
La principessa Lātūfuipeka

La principessa Lātūfuipeka è nata nel 1983, come primogenita del principe ʻAhoʻeitu e di Nanasipau'u Tuku'aho. Ha frequentato il Queen Salote College di Nukuʻalofa e la Tonga Side School.
Nel 2003 si laureò in Business Administration presso l'Università Internazionale di Ginevra. Ha ottenuto un master in Management nel 2010 e in Business nel 2011 all'Università Nazionale Australiana.
Dal 2004 al 2008 lavorò come amministratrice dello Shoreline Group. Nel gennaio del 2014 Faka’osifono Valevale, figlio di un nobile tongano, si recò al palazzo reale per chiedere la mano della principessa. Si ripresentò nel 2017.

### Servizio diplomatico e altre attività
Il 22 agosto del 2012 ricevette gli incarichi di Alta Commissaria delle Tonga in Australia, in successione a suo padre, e in Malaysia. Il 5 luglio 2015 ospitò un pranzo presso Villa Matakieua in occasione dell'incoronazione dei suoi genitori.
Nel marzo del 2017 entrò in carica in veste di Alta Commissaria in Papua Nuova Guinea, presentando le credenziali al governatore generale Bob Dadae, e l'8 maggio 2019 acquisì lo stesso incarico in Brunei. Il 24 luglio 2019 divenne ambasciatrice non residente nelle Filippine, incontrando il presidente Rodrigo Duterte al palazzo di Malacañan.
Il 14 aprile 2022 presentò il suo primo libro presso il Casula Powerhouse Arts Center di Canberra, ovvero un manuale sulla cultura e i costumi tradizionali tongani. Il 16 giugno 2023 venne ricevuta come nuova ambasciatrice in Thailandia dal re Rama X. Ha inoltre servito a Singapore, in Indonesia e negli Emirati Arabi Uniti.

## Patrocini
- Congresso Nazionale della Gioventù di Tonga (TNYC);[1]
- Associazione Calcistica di Tonga (TFA);[1]
- Forum per lo Sviluppo della Leadership Nazionale di Tonga (TNYC);[12]
- Membro dei Giovani Leader Tradizionali di Tonga (YTTL).[12]

## Opere
- (EN) Ko e Ngafa ‘o e Fefine pea mo e Tangata Tonga. The Essence of the Tongan Woman and Man: Duties and Responsibilities, Twinnies Publishing, 2022.[10]

## Titoli e trattamento
- 17 novembre 1983 - attuale: Sua Altezza Reale, la principessa Lātūfuipeika delle Tonga

## Ascendenza
|                                                |             |                                       | Genitori                                   |  |  | Nonni |  |  | Bisnonni                |  |  | Trisnonni       |  |
|                                                |             |                                       |                                            |  |  |       |  |  | Viliami Tungī Mailefihi |  |  | Siaosi Tukuʻaho |  |
|                                                |             |                                       |                                            |  |  |       |  |  | Viliami Tungī Mailefihi |  |  | Siaosi Tukuʻaho |  |
|                                                |             | Mele Siuʻilikutapu                    |                                            |  |  |       |  |  | Viliami Tungī Mailefihi |  |  |                 |  |
| Tupou IV di Tonga                              |             |                                       |                                            |  |  |       |  |  | Viliami Tungī Mailefihi |  |  |                 |  |
|                                                |             | Sālote Tupou III di Tonga             | Giorgio Tupou II di Tonga                  |  |  |       |  |  |                         |  |  |                 |  |
|                                                |             | Sālote Tupou III di Tonga             | Giorgio Tupou II di Tonga                  |  |  |       |  |  |                         |  |  |                 |  |
|                                                |             | Sālote Tupou III di Tonga             | Lavinia Veiongo Fotu                       |  |  |       |  |  |                         |  |  |                 |  |
| Tupou VI di Tonga                              |             | Sālote Tupou III di Tonga             |                                            |  |  |       |  |  |                         |  |  |                 |  |
|                                                |             | Tēvita Manuopangai ʻAhomeʻe           | Salomone Piutau ʻOtukolo ʻAhomeʻe          |  |  |       |  |  |                         |  |  |                 |  |
|                                                |             | Tēvita Manuopangai ʻAhomeʻe           | Salomone Piutau ʻOtukolo ʻAhomeʻe          |  |  |       |  |  |                         |  |  |                 |  |
|                                                |             | Tēvita Manuopangai ʻAhomeʻe           | ʻAmelia Moʻungaʻaelangi Maealiuaki         |  |  |       |  |  |                         |  |  |                 |  |
| Halaevalu Mata'Aho 'Ahome'e                    |             | Tēvita Manuopangai ʻAhomeʻe           |                                            |  |  |       |  |  |                         |  |  |                 |  |
|                                                |             | Heuʻifanga Veikune                    | Fotu ʻa Falefā Veikune                     |  |  |       |  |  |                         |  |  |                 |  |
|                                                |             | Heuʻifanga Veikune                    | Fotu ʻa Falefā Veikune                     |  |  |       |  |  |                         |  |  |                 |  |
|                                                |             | Heuʻifanga Veikune                    | Vāhoi ʻAtaongo                             |  |  |       |  |  |                         |  |  |                 |  |
| Principessa Lātūfuipeka Tukuʻaho               |             | Heuʻifanga Veikune                    |                                            |  |  |       |  |  |                         |  |  |                 |  |
|                                                | Vīlai Tupou | Giorgio Tupou II di Tonga *           |                                            |  |  |       |  |  |                         |  |  |                 |  |
|                                                | Vīlai Tupou | Giorgio Tupou II di Tonga *           |                                            |  |  |       |  |  |                         |  |  |                 |  |
|                                                | Vīlai Tupou | Tupou Moheofo                         |                                            |  |  |       |  |  |                         |  |  |                 |  |
| Siaʻosi Tuʻihala Alipate Tupou, II barone Vaea | Vīlai Tupou |                                       |                                            |  |  |       |  |  |                         |  |  |                 |  |
|                                                |             | Tupouseini Manumatavai Vaea           | Nobile Siosaia Pau'uvale Loloa'atonga Vaea |  |  |       |  |  |                         |  |  |                 |  |
|                                                |             | Tupouseini Manumatavai Vaea           | Nobile Siosaia Pau'uvale Loloa'atonga Vaea |  |  |       |  |  |                         |  |  |                 |  |
|                                                |             | Tupouseini Manumatavai Vaea           | Kalolaine Tongilava                        |  |  |       |  |  |                         |  |  |                 |  |
| Nanasipau'u Tuku'aho                           |             | Tupouseini Manumatavai Vaea           |                                            |  |  |       |  |  |                         |  |  |                 |  |
|                                                |             | Nobile Siosaia Siotame Lausi'i Ma'afu | Nobile Siotame Fakatulolo Ma'afu           |  |  |       |  |  |                         |  |  |                 |  |
|                                                |             | Nobile Siosaia Siotame Lausi'i Ma'afu | Nobile Siotame Fakatulolo Ma'afu           |  |  |       |  |  |                         |  |  |                 |  |
|                                                |             | Nobile Siosaia Siotame Lausi'i Ma'afu | Teisa Vaka Sateki                          |  |  |       |  |  |                         |  |  |                 |  |
| Tuputupukipulotu Lausi'i                       |             | Nobile Siosaia Siotame Lausi'i Ma'afu |                                            |  |  |       |  |  |                         |  |  |                 |  |
|                                                |             | 'Anaukihesina Lamipeti                | Sione Lamipeti Mafile'o                    |  |  |       |  |  |                         |  |  |                 |  |
|                                                |             | 'Anaukihesina Lamipeti                | Sione Lamipeti Mafile'o                    |  |  |       |  |  |                         |  |  |                 |  |
|                                                |             | 'Anaukihesina Lamipeti                | 'Alilia Funakitoutai Tapueluelu            |  |  |       |  |  |                         |  |  |                 |  |
|                                                |             | 'Anaukihesina Lamipeti                |                                            |  |  |       |  |  |                         |  |  |                 |  |